# Gerrit Boonzaaijer
Gerrit Boonzaaijer (Barneveld, 8 februari 1883 - Amersfoort, 20 maart 1945) was een Nederlandse verzetsstrijder in de Tweede Wereldoorlog.

## Levensloop
Boonzaaijer werkte als pakhuisknecht bij de Boerenbond in zijn woonplaats Lunteren. Hij woonde met zijn vrouw Hendrika Koudijs (1881-1964) aan de Dorpsstraat 66. Zijn vrouw had een winkeltje aan huis. Tijdens de Tweede Wereldoorlog raakte Boonzaaijer betrokken bij het verzet in Lunteren.  Ter hoogte van de Klomperweg en de Achterstraat had Boonzaaijer een moestuin, waar hij in een schuurtje een bergplaats had voor wapens en andere verboden spullen.
In de nacht van 8 op 9 maart 1945 vond er bij de Keuenklep in het buitengebied een wapendropping plaats. De Duitsers kregen lucht van de dropping en na afloop werden achttien deelnemers aangehouden. Zij werden onder gebracht op het regionale hoofdkwartier van de Sicherheitsdienst De Wormshoef in Lunteren. De verhoren van de arrestanten gingen gepaard met veel geweld. Daarbij viel de naam van Boonzaaijer, waarop deze thuis werd aangehouden. Boonzaaijer was de enige persoon die op basis van de verhoren werd aangehouden. Op het moment van zijn arrestatie was de wapenbergplaats niet in gebruik.
Boonzaaijer werd uit vrees voor een eventuele bevrijdingsactie samen met de andere verzetslieden al snel overgebracht naar Kamp Amersfoort. Op 14 maart 1945 werd in Amersfoort de "foute" politieman Diederik Lutke Schipholt doodgeschoten door het verzet. Zes dagen later werd Boonzaaijer met negen andere deelnemers aan de dropping als represaillemaatregel doodgeschoten. Boonzaaijer ligt begraven op de Algemene Begraafplaats in Lunteren, in tegenstelling tot de andere deelnemers aan de dropping die allen in Het Mausoleum in Ede hun laatste rustplaats hebben gevonden.